# Ліберті (округ Секвоя, Оклахома)
Ліберті (англ. Liberty) — переписна місцевість (CDP) в США, в окрузі Секвоя штату Оклахома. Населення — 214 особи (2020).

## Географія
Ліберті розташоване за координатами 35°27′39″ пн. ш. 94°32′45″ зх. д. / 35.46083° пн. ш. 94.54583° зх. д. (35.460861, -94.545749).  За даними Бюро перепису населення США в 2010 році переписна місцевість мала площу 6,02 км², з яких 6,00 км² — суходіл та 0,02 км² — водойми.

## Демографія
Згідно з переписом 2010 року, у переписній місцевості мешкало 220 осіб у 81 домогосподарстві у складі 69 родин. Густота населення становила 37 осіб/км².  Було 90 помешкань (15/км²).
Расовий склад населення:
| - 76,8 % — білих - 17,3 % — корінних американців - 0,5 % — чорних або афроамериканців |

До двох чи більше рас належало 5,5 %. Частка іспаномовних становила 1,4 % від усіх жителів.
За віковим діапазоном населення розподілялося таким чином: 24,5 % — особи молодші 18 років, 61,9 % — особи у віці 18—64 років, 13,6 % — особи у віці 65 років та старші. Медіана віку мешканця становила 45,0 року. На 100 осіб жіночої статі у переписній місцевості припадало 98,2 чоловіків;  на 100 жінок у віці від 18 років та старших — 95,3 чоловіків також старших 18 років.